# Thailand Open 2012 - Qualificazioni singolare
Le qualificazioni del singolare  del Thailand Open 2012 sono state un torneo di tennis preliminare per accedere alla fase finale della manifestazione. I vincitori dell'ultimo turno sono entrati di diritto nel tabellone principale. In caso di ritiro di uno o più giocatori aventi diritto a questi sono subentrati i lucky loser, ossia i giocatori che hanno perso nell'ultimo turno ma che avevano una classifica più alta rispetto agli altri partecipanti che avevano comunque perso nel turno finale.

## Teste di serie
1. Kevin Anderson (qualificato)
2. Yūichi Sugita (qualificato)
3. Miša Zverev (ultimo turno)
4. Hiroki Moriya (qualificato)

1. Yang Tsung-hua (qualificato)
2. Evgenij Korolëv (ultimo turno)
3. Yasutaka Uchiyama (ultimo turno)
4. Daniel King-Turner (secondo turno)

## Qualificati
1. Kevin Anderson
2. Yūichi Sugita

1. Yang Tsung-hua
2. Hiroki Moriya

## Tabellone

### Legenda
| - Q = Qualificato - WC = Wild card - LL = Lucky loser | - ALT = Alternate - SE = Special Exempt - PR = Protected Ranking | - w/o = Walkover - r = Ritirato - d = Squalificato |

### Sezione 1
|  | Primo turno       | Primo turno       | Primo turno       | Primo turno    | Primo turno    |  |  | Secondo turno | Secondo turno   | Secondo turno   | Secondo turno   | Secondo turno   |   |   | Ultimo turno | Ultimo turno   | Ultimo turno   | Ultimo turno | Ultimo turno |  |
|  |                   |                   |                   |                |                |  |  |               |                 |                 |                 |                 |   |   |              |                |                |              |              |  |
|  | 1                 | Kevin Anderson    | Kevin Anderson    | Kevin Anderson | Kevin Anderson |  |  |               |                 |                 |                 |                 |   |   |              |                |                |              |              |  |
|  |                   | BYE               | BYE               | BYE            | BYE            |  |  | 1             | Kevin Anderson  | Kevin Anderson  | 6               | 6               |   |   |              |                |                |              |              |  |
|  | Kelsey Stevenson  | Kelsey Stevenson  | 1                 | 6              | 4              |  |  |               | Jamie Murray    | Jamie Murray    | 2               | 1               |   |   |              |                |                |              |              |  |
|  | Jamie Murray      | Jamie Murray      | 6                 | 3              | 6              |  |  |               |                 |                 |                 |                 |   |   | 1            | Kevin Anderson | Kevin Anderson | 6            | 6            |  |
|  | Warit Sornbutnark | Warit Sornbutnark | Warit Sornbutnark | 2              | 5              |  |  |               |                 | 6               | Evgenij Korolëv | Evgenij Korolëv | 1 | 2 |              |                |                |              |              |  |
|  | Eric Butorac      | Eric Butorac      | Eric Butorac      | 6              | 7              |  |  |               | Eric Butorac    | Eric Butorac    | 2               | 3               |   |   |              |                |                |              |              |  |
|  | WC                | Aviruth Phaphui   | Aviruth Phaphui   | 1              | 1              |  |  | 6             | Evgenij Korolëv | Evgenij Korolëv | 6               | 6               |   |   |              |                |                |              |              |  |
|  | 6                 | Evgenij Korolëv   | Evgenij Korolëv   | 6              | 6              |  |  |               |                 |                 |                 |                 |   |   |              |                |                |              |              |  |

### Sezione 2
|  | Primo turno           | Primo turno           | Primo turno           | Primo turno   | Primo turno   |  |  | Secondo turno | Secondo turno         | Secondo turno         | Secondo turno     | Secondo turno     |   |   | Ultimo turno | Ultimo turno  | Ultimo turno  | Ultimo turno | Ultimo turno |  |
|  |                       |                       |                       |               |               |  |  |               |                       |                       |                   |                   |   |   |              |               |               |              |              |  |
|  | 2                     | Yūichi Sugita         | Yūichi Sugita         | Yūichi Sugita | Yūichi Sugita |  |  |               |                       |                       |                   |                   |   |   |              |               |               |              |              |  |
|  |                       | BYE                   | BYE                   | BYE           | BYE           |  |  | 2             | Yūichi Sugita         | Yūichi Sugita         | 6                 | 6                 |   |   |              |               |               |              |              |  |
|  |                       | Jean-Julien Rojer     | Jean-Julien Rojer     | 6             | 6             |  |  |               | Jean-Julien Rojer     | Jean-Julien Rojer     | 2                 | 3                 |   |   |              |               |               |              |              |  |
|  | WC                    | Kovit Ratanaphet      | Kovit Ratanaphet      | 4             | 2             |  |  |               |                       |                       |                   |                   |   |   | 2            | Yūichi Sugita | Yūichi Sugita | 6            | 6            |  |
|  | Nutthanon Kadchapanan | Nutthanon Kadchapanan | Nutthanon Kadchapanan | 6             | 6             |  |  |               |                       | 7                     | Yasutaka Uchiyama | Yasutaka Uchiyama | 2 | 4 |              |               |               |              |              |  |
|  | Teeradon Tortrakul    | Teeradon Tortrakul    | Teeradon Tortrakul    | 1             | 2             |  |  |               | Nutthanon Kadchapanan | Nutthanon Kadchapanan | 4                 | 3                 |   |   |              |               |               |              |              |  |
|  |                       | Nattan Benjasupawan   | Nattan Benjasupawan   | 4             | 0             |  |  | 7             | Yasutaka Uchiyama     | Yasutaka Uchiyama     | 6                 | 6                 |   |   |              |               |               |              |              |  |
|  | 7                     | Yasutaka Uchiyama     | Yasutaka Uchiyama     | 6             | 6             |  |  |               |                       |                       |                   |                   |   |   |              |               |               |              |              |  |

### Sezione 3
|  | Primo turno            | Primo turno            | Primo turno          | Primo turno | Primo turno |  |  | Secondo turno | Secondo turno          | Secondo turno          | Secondo turno  | Secondo turno |   |   | Ultimo turno | Ultimo turno | Ultimo turno | Ultimo turno | Ultimo turno |  |
|  |                        |                        |                      |             |             |  |  |               |                        |                        |                |               |   |   |              |              |              |              |              |  |
|  | 3                      | Miša Zverev            | Miša Zverev          | 6           | 6           |  |  |               |                        |                        |                |               |   |   |              |              |              |              |              |  |
|  | WC                     | Scott Lipsky           | Scott Lipsky         | 1           | 2           |  |  | 3             | Miša Zverev            | Miša Zverev            | 6              | 6             |   |   |              |              |              |              |              |  |
|  | Kong Pop Lertchai      | Kong Pop Lertchai      | Kong Pop Lertchai    | 1           | 4           |  |  |               | Pruchya Isarow         | Pruchya Isarow         | 1              | 0             |   |   |              |              |              |              |              |  |
|  | Pruchya Isarow         | Pruchya Isarow         | Pruchya Isarow       | 6           | 6           |  |  |               |                        |                        |                |               |   |   | 3            | Miša Zverev  | 6            | 0            | 5            |  |
|  | André Sá               | André Sá               | 6                    | 4           | r           |  |  |               |                        | 5                      | Yang Tsung-hua | 4             | 6 | 7 |              |              |              |              |              |  |
|  | Singekrawee Wattanakul | Singekrawee Wattanakul | 4                    | 3           |             |  |  |               | Singekrawee Wattanakul | Singekrawee Wattanakul | 3              | 4             |   |   |              |              |              |              |              |  |
|  |                        | Warut Korkiatthaworn   | Warut Korkiatthaworn | 3           | 4           |  |  | 5             | Yang Tsung-hua         | Yang Tsung-hua         | 6              | 6             |   |   |              |              |              |              |              |  |
|  | 5                      | Yang Tsung-hua         | Yang Tsung-hua       | 6           | 6           |  |  |               |                        |                        |                |               |   |   |              |              |              |              |              |  |

### Sezione 4
|  | Primo turno               | Primo turno               | Primo turno               | Primo turno | Primo turno |  |  | Secondo turno | Secondo turno             | Secondo turno             | Secondo turno             | Secondo turno             |   |   | Ultimo turno | Ultimo turno  | Ultimo turno  | Ultimo turno | Ultimo turno |  |
|  |                           |                           |                           |             |             |  |  |               |                           |                           |                           |                           |   |   |              |               |               |              |              |  |
|  | 4                         | Hiroki Moriya             | Hiroki Moriya             | 6           | 6           |  |  |               |                           |                           |                           |                           |   |   |              |               |               |              |              |  |
|  | WC                        | Dane Chuntraruk           | Dane Chuntraruk           | 2           | 2           |  |  | 4             | Hiroki Moriya             | Hiroki Moriya             | 6                         | 6                         |   |   |              |               |               |              |              |  |
|  | Chayanon Kaewsuto         | Chayanon Kaewsuto         | Chayanon Kaewsuto         | 4           | 4           |  |  |               | Vijay Sundar Prashanth    | Vijay Sundar Prashanth    | 4                         | 3                         |   |   |              |               |               |              |              |  |
|  | Vijay Sundar Prashanth    | Vijay Sundar Prashanth    | Vijay Sundar Prashanth    | 6           | 6           |  |  |               |                           |                           |                           |                           |   |   | 4            | Hiroki Moriya | Hiroki Moriya | 6            | 6            |  |
|  | Santiago González         | Santiago González         | Santiago González         | 4           | 3           |  |  |               |                           |                           | Kittipong Wachiramanowong | Kittipong Wachiramanowong | 2 | 2 |              |               |               |              |              |  |
|  | Kittipong Wachiramanowong | Kittipong Wachiramanowong | Kittipong Wachiramanowong | 6           | 6           |  |  |               | Kittipong Wachiramanowong | Kittipong Wachiramanowong | 6                         | 6                         |   |   |              |               |               |              |              |  |
|  |                           | Grittaboon Prahmanee      | Grittaboon Prahmanee      | 65          | 64          |  |  | 8             | Daniel King-Turner        | Daniel King-Turner        | 4                         | 4                         |   |   |              |               |               |              |              |  |
|  | 8                         | Daniel King-Turner        | Daniel King-Turner        | 7           | 7           |  |  |               |                           |                           |                           |                           |   |   |              |               |               |              |              |  |